# 胡丁厄市镇
胡丁厄市镇（瑞典語：Huddinge kommun）是瑞典中东部斯德哥尔摩省的一个市镇，是斯德哥尔摩城区的一部分。胡丁厄城是它的治所。
胡丁厄市镇是斯德哥尔摩省人口第二多的市镇。

## 脚注
1. ↑  .   [2009-01-19]. （原始内容存档于2008-12-05）.